# Brevicornu bipartitum
Brevicornu bipartitum is een muggensoort uit de familie van de paddenstoelmuggen (Mycetophilidae). De wetenschappelijke naam van de soort is voor het eerst geldig gepubliceerd in 1974 door Lastovka and Matile.